# Pseudanthias flavicauda
Pseudanthias flavicauda là một loài cá biển thuộc chi Pseudanthias trong họ Cá mú. Loài này được mô tả lần đầu tiên vào năm 2001. Danh pháp khoa học của chúng, flavicauda, trong tiếng Latinh có nghĩa là "cái đuôi màu vàng", ám chỉ sắc vàng ở đuôi của cá đực lẫn cá mái.

## Phân bố và môi trường sống
P. flavicauda có phạm vi phân bố rải rác ở Bắc và Nam Thái Bình Dương. Loài này được tìm thấy tại Fiji và Tonga; đảo Espiritu Santo thuộc Vanuatu; đảo Gande-Terre, New Caledonia; Saipan, quần đảo Mariana; quần đảo Société; rạn san hô Holmes (Úc) ở biển San Hô. Ngoài ra còn có một đoạn video quay lại loài này trên một rạn san hô ngoài khơi sâu của đảo Tahiti (Polynésie thuộc Pháp). Loài này sống xung quanh các rạn san hô và đá ngầm ở độ sâu khoảng từ 30 đến 730 m.

## Mô tả
P. flavicauda có chiều dài cơ thể lớn nhất được ghi nhận là 6,6 cm. Cá đực và cá mái trưởng thành có màu sắc khác nhau. Vây đuôi màu vàng (đặc trưng của loài); thùy đuôi dài và nhọn, viền xanh ánh kim.
Số gai ở vây lưng: 10; Số tia vây mềm ở vây lưng: 16; Số gai ở vây hậu môn: 3; Số tia vây mềm ở vây hậu môn: 7; Số gai ở vây bụng: 1; Số tia vây mềm ở vây bụng: 5; Số tia vây mềm ở vây ngực: 18; Số đốt sống: 26; Số lược mang: 29 - 33.